# Flotsam and Jetsam
Flotsam and Jetsam — трэш-метал-группа, сформированная в Финиксе, Аризона в 1981 году.

## История группы

### 1981—1986: начало
Изначально группа называлась Paradox. Затем название поменяли на Dredlox. После того, как к группе присоединились Марк Васкес и Кевин Хортон, название поменяли на Dogz. В 1982 к группе присоединился Джейсон Ньюстед. Он приехал в Финикс из Детройта со своей группой Gangster. Группа переезжала в Калифорнию, но будучи в Финиксе, распалась. На конкурсе талантов, который проводился в его школе, Келли увидел Эрика Кнутсена, поющего «The Goodbye Girl». Келли предложил Эрику попробовать себя в качестве вокалиста и Эрик согласился. В 1983 Эрик «А. К.» Кнутсен присоединился к группе, как и Эд Карлсон, которого переманили из местной конкурирующей группы «Exodus» (не имеющей отношения к калифорнийской трэш-метал-группе с таким же названием). После сочинения песни, написанной по мотивам главы из книги Дж. Р. Р. Толкина Две Башни, группа сменила название на 'Flotsam and Jetsam'.
Группа дебютировала с концертными выступлениями в местных клубах, что позволило им сыграть с такими группами, как Megadeth, Armored Saint, Alcatraz, Malice, Exciter, Mercyful Fate, Riot, Autograph. В 1985 Flotsam and Jetsam выпустили две демозаписи, Iron Tears и Metal Shock.
На песню «Hammerhead» с демо Metal Shock было создано видео, снятое на концерте в Финиксе. Видео, в сочетании с демозаписями, помогло группе попасть на сборник Metal Massacre VII, предшествующий полноценному дебютному релизу Doomsday for the Deceiver, который вышел 19 июля 1986.

### 1986—1988:Doomsday for the Deceiver
После попадания в сборники Speed Metal Hell II и Metal Massacre VII, Flotsam and Jetsam заключили контракт с Metal Blade Records. Затем они выпустили дебютный альбом Doomsday for the Deceiver, спродюсированный Брайаном Слэгелом.
Бас-гитарист Джейсон Ньюстед, являвшийся основным автором текстов песен, вскоре покинул группу, чтобы присоединиться к Metallica, заменив погибшего бас-гитариста Клиффа Бёртона. Место Джейсона ненадолго занял Фил Ринд из Sacred Reich, а затем Flotsam and Jetsam взяли Майка Спенсера из группы «Sentinel Beast» из Сакраменто. В 1987, перед европейским туром с Megadeth, группа заключила контракт с лейблом Metallica, Elektra Records.

### 1988—1992:No Place for DisgraceиWhen the Storm Comes Down
В 1988, место Майка Спенсера занял Трой Грегори, и в том же году вышел второй альбом группы, No Place for Disgrace. Альбом включал в себя кавер-версию хита Элтон Джона Saturday Night’s Alright for Fighting. Группа отыграла на разогреве у King Diamond в США и приняла участие в европейском туре «So Far, So Good. So What» с Megadeth, Testament и Sanctuary.
Пятнадцать месяцев спустя, группа заключила контракт с MCA Records и приступили к работе над третьим альбомом
When the Storm Comes Down, который вышел в 1990. Группа рассчитывала на рост популярности после выхода альбома, но альбом пострадал от некачественного продюсирования и довольно слабых песен, по сравнению с двумя предыдущими альбомами.

### 1992—1995:Cuatro
Трой Грегори вскоре покинул Flotsam and Jetsam ради группы Prong, и музыканты снова были вынуждены искать бас-гитариста, взяв в итоге Джейсона Варда. Следующий альбом, Cuatro, продемонстрировал что группа поменяла стиль, смешивая трэш-метал с гранджевым звучанием. Тем не менее, альбом стал довольно успешным. Flotsam and Jetsam предприняли определённые усилия для раскрутки альбома: было выпущено четыре сингла и сняты видео на песни Swatting at Flies и Wading Through the Darkness.

### 1995—1999:DriftиHigh
В 1995 вышел пятый альбом, Drift, с тремя синглами. Материал диска продемонстрировал дальнейший отход группы от трэш-метала в сторону грув-метала с отчётливыми элементами хард-рока.
Flotsam and Jetsam вернулись на свой бывший лейбл Metal Blade Records, из-за отсутствия поддержки со стороны MCA и ослабления интереса к металу из-за гранджевого бума в Сиэтле. Альбом High, вышедший в 1997, включал кавер-версию песни Fork Boy, посвящённую Джеффу Варду, брату Джейсона, который погиб в начале турне Cuatro Tour. Джефф Вард — бывший барабанщик таких групп, как Nine Inch Nails, Ministry, Revolting Cocks и Lard, создатель Fork Boy. В отличие от своего предшественника, High был записан в более традиционном для хеви-метала ключе.  Альбом произвёл на поклонников группы хорошее впечатление, однако не смог встать в один ряд с более ранними работами.
Майк Гилберт и Келли Смит покинули группу после выхода High и были заменены гитаристом Марком Симпсоном и ударником Крэйгом Нильсеном.

### 1999—2004:Unnatural SelectionиMy God
Unnatural Selection вышел в 1999 и, вскоре после этого, Марк Симпсон покинул группу. Он снова присоединился к группе в 2000 году для записи нового альбома, My God, оказавшегося наиболее агрессивной работой группы. Затем Эрик «А. К.» Кнутсен основал группу в стиле кантри, и покинул Flotsam and Jetsam, потеряв мотивацию после 15 лет ожидания успеха. Несмотря на то что Flotsam and Jetsam не распались, на этот раз был сделан довольно большой перерыв. Они нашли нового вокалиста в лице Джеймса Риверы, который взялся исполнять обязанности вокалиста на концертах. Затем музыканты почувствовали, что никто кроме Эрика «А. К.» Кнутсена не может быть вокалистом группы и Ривера покинул группу.

### 2004—2006:Live in Phoenix,Dreams of Death
В 2004 вышел концертный DVD Live in Phoenix, содержащий тринадцать песен с Надтсеном. Вскоре после этого он снова официально присоединился к группе и они приступили к созданию нового альбома. Основой для лирики нового альбома стали ночные кошмары Надтсена. В результате этого, альбом был назван Dreams of Death, как второй трек на альбоме No Place for Disgrace. Альбом был издан на лейбле Crash Music.

### 2006 — Настоящее время
В феврале 2006 вышел концертный DVD Live in Japan. В ноябре 2006 был переиздан дебютный альбом группы, Doomsday for the Deceiver, включая две демозаписи, чтобы отпраздновать двадцатилетний юбилей альбома.
Весной 2008 года лейбл Metal Mind Productions выпустил ремастированные перезидания альбомов When the Storm Comes Down, Cuatro (включая 5 бонус-треков), Drift (включая 3 бонус-трека) и Dreams of Death. Однако юридические разногласия между группой, её прежним лейблом Elektra Records и бывшим менеджером не позволили переиздать альбом No Place for Disgrace.
В марте 2008 года Flotsam and Jetsam провели тур по Европе, а также сыграли на фестивале Metalmania в Польше. Видеозапись этого выступления в июле была выпущена на DVD Once in a Deathtime. В середине 2008 группа подписалась на лейбл Driven Music Group, основанный бывшим гитаристом Korn Брайаном Уэлчем.
В марте 2010 года группу покинул гитарист Эд Карлсон. Однако он записал свои партии для готовящегося альбома. На освободившееся место был принят участник оригинального состава Майкл Гилберт.
Новый альбом The Cold вышел 14 сентября 2010 года на лейбле Driven Music Group. Альбом оказался на редкость успешным, превысив продажи двух предыдущих творений группы. В музыкальном плане он сделал большой шаг в сторону мелодичности и представляет собой смесь трэша и пауэр-метала. Распространиением диска в Европе, Японии и Австралии, по соглашению с Driven Music Group, занялся лейбл Nuclear Blast.
В декабре 2010 о своем уходе заявил второй гитарист — Марк Симпсон. По его словам, в группе не было никаких конфликтов, и это его собственное решение. На его место вернулся ушедший незадолго до этого Эд Карлсон. А в сентябре 2011 года состоялось ещё одно возвращение — на место покинувшего группу Крэйга Нильсена приходит оригинальный барабанщик Келли Дэвид-Смит.
Flotsam and Jetsam решили назвать свой новый альбом Ugly Noise. Его релиз состоялся 21 декабря 2012 года.
Вскоре группа решила перезаписать свой классический альбом No Place for Disgrace. Приступив к осуществлению этой идеи летом 2013 году, музыканты закончили работу к декабрю. В итоге альбом увидел свет 14 февраля 2014 г.
В конце 2014 году один из основателей группы, барабанщик Келли Дэвид-Смит, был вынужден покинуть состав Flotsam and Jetsam по семейным обстоятельствам. Его место занял Джейсон Биттнер, ударник группы Shadows Fall. Биттнер принял участие в записи одноименного двенадцатого студийного альбома Flotsam and Jetsam, выпущенного 20 мая 2016 года. Группа совершила мировое турне в поддержку этого альбома, включая выступления в Европе с Destruction, Enforcer и Nervosa, в Северной Америке с Helstar и Hatchet, а затем снова в Европе с Dew-Scented и Izegrim. Они также открывали концерты HammerFall в их турне по Северной Америке весной/летом 2018 года.
6 июля 2017 года было объявлено, что Flotsam and Jetsam заменяют Биттнера (который только что присоединился к Overkill) Кеном Мэри (Fifth Angel, Alice Cooper, House of Lords, TKO, Chastain, Impellitteri) и что они начали работу над своим тринадцатым студийным альбомом The End of Chaos, который первоначально должен был быть выпущен в ноябре 2018 года, однако дата выпуска альбома была перенесена на 18 января 2019 года. В поддержку The End of Chaos Flotsam and Jetsam (вместе с Destruction и Meshiaak) открывали концерты Overkill в европейском туре Killfest Tour в марте 2019 года. Менее чем через месяц после выхода The End of Chaos фронтмен Эрик «Эй Кей» Натсон заявил в интервью Джесси Кэппсу из Loudist, что Flotsam и Jetsam «вероятно, начнут записывать» следующий альбом в ноябре 2019 года.

## Состав

### Текущий состав
- Эрик «Эй Кей» А. Натсон — вокал (1983—2001, 2002—наши дни)
- Майкл Гильберт — гитара (1984—1999, 2010—наши дни)
- Майк Спенсер — бас-гитара (1986—1987, 2013—наши дни)
- Стив Конли — гитара (2013—наши дни)
- Кен Мэри  — ударные (2017—наши дни)

### Бывшие участники
- Марк Васкес — гитара (1981—1984)
- Кевин Нортон — гитара (1981—1983)
- Джейсон Ньюстед — бас-гитара (1982—1986)
- Эд Карлсон — гитара (1983—2010, 2010—2013)
- Фил Ринд — бас-гитара (1986)
- Трой Грегори — бас-гитара (1987—1991)
- Джейсон Вард — бас-гитара (1991—2012)
- Крэйг Нильсен — ударные (1997—2011)
- Марк Симпсон — гитара (1997—2010)
- Келли Дэвид-Смит — ударные (1981—1997, 2011—2014)
- Джейсон Биттнер — ударные (2014—2017)

## Дискография

### Альбомы
- 1986 — Doomsday for the Deceiver (Metal Blade)
- 1988 — No Place for Disgrace (Elektra Records)
- 1990 — When the Storm Comes Down (MCA Records)
- 1992 — Cuatro (MCA Records)
- 1995 — Drift (MCA Records)
- 1997 — High (Metal Blade)
- 1999 — Unnatural Selection (Metal Blade)
- 2001 — My God (Metal Blade)
- 2005 — Dreams of Death (Crash Music)
- 2010 — The Cold (Driven Music Group)
- 2012 — Ugly Noise (Pledge Music)
- 2014 — No Place for Disgrace (Rerecorded Version)
- 2016 — Flotsam And Jetsam[англ.] (AFM Records)
- 2019 — The End of Chaos[англ.] (AFM Records)
- 2021 — Blood in the Water (AFM Records)

### Синглы/EP
- Flotzilla (1987)
- Saturday Night’s Alright for Fighting (1988)
- Suffer the Masses (1990)
- The Master Sleeps (1990)
- Never to Reveal (1992)
- Swatting at Flies (1992)
- Wading Through the Darkness (1992)
- Cradle Me Now (1992)
- Smoked Out (1995)
- Blindside (1995)
- Destructive Signs (1995)
- Life, Love, Death (2019)

### DVD
- Live in Phoenix (2004)
- Live in Japan (2006)
- Once in a Deathtime (2008)